# Seneporejo
Seneporejo is een bestuurslaag in het regentschap Banyuwangi van de provincie Oost-Java, Indonesië. Seneporejo telt 6258 inwoners (volkstelling 2010).